# Oncopodura egerszogensis
Oncopodura egerszogensis is een springstaartensoort uit de familie van de Oncopoduridae. De wetenschappelijke naam van de soort is voor het eerst geldig gepubliceerd in 1961 door Loksa.